# Korngruppe
Als Korngruppe bezeichnet man in der Werkstoffkunde bzw. Baustofflehre eine Gesteinskörnung mittels einer unteren (d) und oberen Siebgröße (D). Die Korngruppe schließt im Gegensatz zur Kornklasse mit ein, dass bei einer Siebung durch mehrere, immer feinmaschiger werdende Siebe einige Körner auf dem oberen gröberen Sieb liegen bleiben und einige durch das untere feinere Sieb hindurchfallen.